# 327 (numero)
Trecentoventisette (327) è il numero naturale dopo il 326 e prima del 328.

## Proprietà matematiche
- È un numero dispari.
- È un numero composto con i seguenti divisori: 1, 3, 109. Poiché la somma dei suoi divisori è 113 < 327, è un numero difettivo.
- È un numero semiprimo.
- È un numero omirpimes.
- È un numero fortunato.
- È parte delle terne pitagoriche (180, 273, 327), (327, 436, 545), (327, 5936, 5945), (327, 17820, 17823), (327, 53464, 53465).
- È un numero congruente.

## Astronomia
- 327P/Van Ness è una cometa periodica del sistema solare.
- 327 Columbia è un asteroide della fascia principale del sistema solare.

## Astronautica
- Cosmos 327 è un satellite artificiale russo.